# جيكو موريا
جيكو موريا هو أحد شخصيات انمي ومانغا ون بيس , و قد كان من الشيشيبوكاي سابقا , لكن تم طرده من منصبه من قبل الحكومة لأنه أصبح ضعيف , و هو الخصم الرئيسي في احداث ثريلر بارك , و مكافأته السابقة هي 320.000.000 بيلي.

## البطاقة الشخصية
الاسم باليابانية : ゲ ッ コ ー · モ リ ア
الاسم بالأنجليزية : Gecko Moria
الاسم بالعربية : جيكو موريا
المهنة : قرصان
الانتمائات : ثريلر بارك (سابقا) , الغامضون الأربعة (سابقا) , شيشيبوكاي (سابقا)
الطول : 692 سم
العمر : 50 سنة , 48 سنة قبل عامين
المكافأة : 320.000.000 بيلي
فاكهة الشيطان : كاجي كاجي نومي (فاكهة الظلال)
نوعها : باراميسيا

## نبذة عنه
موريا شخص طويل جدا حيث يبلغ من الطول 692سم و هو كان أطول شيشيبوكاي قبل فصله , و أيضا موريا شخص غير عادي تماما , فهو يشبه شيطان بشكل كبير جدا , حيث أن له شعر بنفسجي و لون بشرته ازرق فاتح و أيضا لديه اسنان حادة , و عينان جاحدتان , و ذو رقبة طويلة , و أوذنان طويلتان , و هو يشبه سحلية عملاقة و أيضا يمتلك اضافر سوداء طويلة و حادة , و هو شخص كسول جدا و مسترخي و قد كان يطمح ليصبح ملك القراصنة بدون أن يفعل شيئا , و لديه ضحكة مميزة و هي «كيتشتشتشتش» , و هو يعتمد في قتاله على ظله الذي يتحكم به , و هو يعرف العالم الجديد جيدا حيث أن طاقمه السابق قتلوا جميعا من قبل اليونيكو كايدو قبل ثلاثة وعشرين سنة , و قد كان ينوي تكوين جيش كامل من الزومبي لكي يغزوا العالم , و هو يمتلك أكبر سفينة بالعالم تدعى ثريلر بارك (و هي بحجم جزيرة).

## قوته
موريا لا يمتلك قوة بدنية , و هو يعتمد في قوته على فاكهة الشيطان و على الظلال , حيث أنه لا يقاتل بل يستخدم ظله للقتال , و قد كون زومبي عملاق مكون من ظل لوفي يسمى أورز و هو عملاق كبير جدا جدا و قوي جدا كان موريا يعتمد عليه في القتال ضد قراصنة قبعة القش , و يمكن لموريا جعل ظله يتكون إلى خفافيش سوداء , و يمكنه تكوين سيف عملاق من الظلال (كما فعل عندما طعن ليتل أروز من سلالة أورز) , و يمكن لموريا سحب ظلال الزومبي لتجعله اقوى و اضخم , حيث أنه قام بأمتصاص 1000 ظل في الثريلر بارك بأصبح عملاق جدا و اقوى من اورز حيث أن ضربة واحدة منه قسمت الثريلر بارك إلى نصفين لكنه لم يتمكن من السيطرة على الظلال لذالك خرجت منه , و في حرب المارينفورد عندما تواجه مع جينبي قام بأمتصاص البعض من الظلال جعلته اضخم و اقوى لكنه تلقى لكمة من جينبي جعلة الظلال تخرج منه , و بعد الحرب إمرت الحكومة دوفلامنجو بقيادة ست من الباسيفيشتا و قتل موريا , و قد هاجمه دوفلامنجو من الوراء و اسقطه مع الباسيفيشتا لكنه لم يمت و هو مختبئ في العالم الجديد.

## معاركه
- جيكو موريا ضد كايدو

النتيجة : فوز كايدو
- جيكو موريا ضد مونكي دي لوفي

النتيجة : قام موريا بسحب ظل لوفي
- جيكو موريا و أورز ضد قراصنة قبعة القش (بدون بروك و لوفي)

النتيجة : فوز موريا و أورز
- جيكو موريا و أورز ضد الكابوس لوفي

النتيجة : فوز لوفي بسهولة
- جيكو موريا (مع ألف ظل) ضد قراصنة قبعة القش

النتيجة : فوز قراصنة قبعة القش
- قوات البحرية و الشيشيبوكاي ضد قراصنة اللحية البيضاء و حلفائهم

النتيجة : فوز قوات البحرية و الشيشيبوكاي
- جيكو موريا ضد جينبي

النتيجة : فوز جينبي
- جيكو موريا ضد كوريل

النتيجة : لم يفز أحد
- جيكو موريا ضد دوفلامنجو و جيش الباسيفيشتا

النتيجة : فوز دوفلامنجو و الباسيفيشتا